# Black Island (Aleuten)
Black Island ist eine kleine unbewohnte Vulkan-Insel der Andreanof Islands, die zu den Aleuten 
gehört. Die nur etwa 150 m lange Insel liegt westlich von Adak Island in einer Bucht nördlich von Ringgold Island.